# آدام پیرس
آدام پیرس (انگلیسی: Adam Pearce؛ زادهٔ ۲۴ ژوئن ۱۹۷۸) کشتی‌گیر کشتی حرفه‌ای اهل ایالات متحده آمریکا است.